# Branovo
Branovo é um município da Eslováquia, situado no distrito de Nové Zámky, na região de Nitra. Tem 9,32 km² de área e sua população em 2018 foi estimada em 575 habitantes.

## Demografia
| Ano:        | 1994 | 2004   | 2014   | 2024   |
| ----------- | ---- | ------ | ------ | ------ |
| Broj ljudi: | 554  | 570    | 600    | 577    |
| Razlika:    |      | +2,88% | +5,26% | -3,83% |

| Ano:               | 2023 | 2024   |
| ------------------ | ---- | ------ |
| Número de pessoas: | 580  | 577    |
| Diferença:         |      | -0,51% |